# Kjetil Borch
Kjetil Borch (Tønsberg, 14 febbraio 1990) è un canottiere norvegese, vincitore della medaglia di bronzo nel 2 di coppia a Rio de Janeiro 2016 insieme ad Olaf Tufte e della medaglia d'argento nel singolo maschile a Tokyo 2020.

## Palmarès
- Olimpiadi

Rio de Janeiro 2016:  Bronzo nel 2 di coppia.
Tokyo 2020:  Argento nel singolo maschile
- Campionati del mondo di canottaggio

Chungju 2013: oro nel 2 di coppia.
Plovdiv 2018: oro nel singolo.
Linz-Ottensheim 2019: bronzo nel singolo
- Campionati europei di canottaggio

Varese 2012: bronzo nel 2 di coppia.
Siviglia 2013: bronzo nel 2 di coppia.
Glasgow 2018: oro nel singolo.
Poznań 2020: bronzo nel singolo.